# الظل الطويل (رواية)
رواية الظل الطويل (بالإنجليزية: The Long Shadow)‏ هي رواية للكاتب الأسترالي جون كليري. نشرت عام 1949.
وهي ثاني رواية منشورة للكاتب بعد روايته الأولى «لا تستطيع رؤية ما وراء الزوايا».